# 영국 댄스 싱글 및 앨범 차트
영국의 오피셜 차트 컴퍼니(Official Charts Company)는 댄스 음악 장르(예: 하우스, 트랜스, 드럼 앤드 베이스, 개러지, 신스팝)의 곡 판매량을 기준으로 댄스 싱글 차트와 댄스 앨범 차트를 집계한다. 집계 대상에는 음반 매장에서의 판매와 디지털 다운로드가 포함된다. 차트는 BBC 라디오 1과 오피셜 차트 컴퍼니 웹사이트에서 확인할 수 있다.
1981년부터 미디어 리서치 인포메이션 뷰로(Media Research Information Bureau)는 여러 음악 주간지에 게재되는 디스코 및 댄스 차트를 집계했다. 음악 업계 전문지 《뮤직 위크》(Music Week)는 1980년대 중반부터 갤럽(Gallup)의 데이터를 이용해 댄스 차트를 집계하기 시작했다. 1990년 《뮤직 위크》의 발행사, BBC, 소매업체 연합이 함께 ‘차트 인포메이션 네트워크’(Chart Information Network, 후에 오피셜 차트 컴퍼니로 개칭)를 설립했고, 1990년부터 해당 차트를 집계하기 시작했다.